# Leo Kadanoff
Leo Philip Kadanoff (Nueva York, 14 de enero de 1937-Chicago, 26 de octubre de 2015) fue un profesor emérito de física en la Universidad de Chicago y Presidente de la American Physical Society (APS). Era conocido ampliamente por sus contribuciones a la física estadística, teoría del caos, y por ser un teórico de la Física de la materia condensada. 
En reconocimiento a su trabajo, ganó el Premio Buckley de la American Physical Society (1977), el Premio Wolf en Física (1980), en 1989 la Medalla Boltzmann de la IUPAP,  en 1998 la Gran Medalla de la Academia de Ciencias de Francia, en 2006 la Medalla Lorentz y la National Medal of Science.